# 吉川亮夫

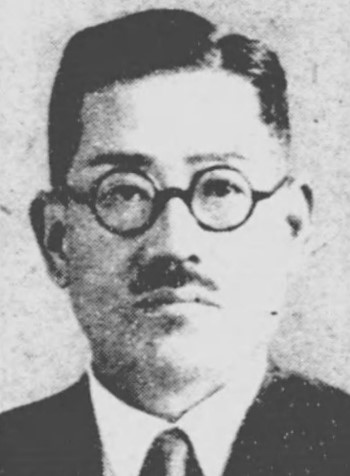
吉川亮夫

吉川 亮夫（よしかわ あきお、1886年（明治19年）9月7日 - 1954年（昭和29年）11月1日）は、日本の政治家。衆議院議員、号は半石。

## 来歴
長野県下伊那郡松尾村（現飯田市）に生まれる。酒造業・吉川芳太郎の長男。旧制飯田中学（長野県飯田高等学校）を経て、早稲田大学政治経済学科卒業。松尾村会議員を経て、1927年（昭和2年）、長野県会議員となる。同4年（1929年）松尾村長に推挙され、昭和恐慌による農村経済の危機を、救農資金の貸し付けで切り抜け、公共土木事業を起こして失業者を救い、道路改修、河川治水、橋梁架け替えなど村内各地の社会基盤整備に奔走した。
松川入森林組合長、全国町村会会長代理、長野県砂防会長、同県町村会長などを歴任し、同17年（1942年）第21回衆議院議員総選挙において長野3区（当時）から翼賛政治体制協議会の推薦を得て、当選。終戦後はどの政党にも入らず無所属となり、翌昭和21年（1946年）に政界を引退、公職追放となった。追放解除後に死去。没後の同29年（1954年）に松尾村役場に頌徳碑が建立された。

## 家族・親族
吉川家
- 祖父・邦治[2]
- 父・芳太郎（1860年 - ?、酒造業、長野県多額納税者）[2]
- 妻・きん（1890年 - ?、長野、塩川幸太の二女）[2]

親戚
- 妻の父・塩川幸太[2]（佐久銀行頭取、衆議院議員）